# Restes prehistòriques de Son Verí de Baix - Son Sala-Misses
Les restes prehistòriques de Son Verí de Baix - Son Sala-Misses és un jaciment arqueològic situat a la finca anomenada Son Sala-Misses, un establit de la possessió de Son Verí de Baix, al municipi de Llucmajor, Mallorca.
És un jaciment prehistòric de la cultura talaiòtica, molt arrasat, en el qual només es distingeixen algunes peces "in situ" i alguna cantonada, però es troba tan arrasat que no és possible comprendre la planta, ni concretar l'època. No s'ha trobat ceràmica en superfície. El jaciment està situat a escassos metres de l'autopista de Llucmajor (Ma-19), just al costat d'un nus d'enllaços, i al límit d'on comencen les terres de conreu.